# Ботануко
Ботану̀ко (на италиански: Bottanuco; на ломбардски: Botanüch, Ботанюк) е градче и община в Северна Италия, провинция Бергамо, регион Ломбардия. Разположено е на 222 m надморска височина. Населението на общината е 5149 души (към 2017 г.).